# Francisca Puertas
Francisca Andrea Puertas Figueroa (n. Santiago de Chile, 15 de diciembre de 1987) es una jugadora chilena de hockey patines. Fue campeona por la selección de Chile, al obtener el Campeonato Mundial de Hockey Patines de 2006, así como en la Copa América de 2007, y el Campeonato Panamericano de 2011, en la posición de delantera. Actualmente se desempeña como entrenadora de las Marcianitas y metodologa deportiva del Club Deportivo Universidad Católica

## Carrera

### Inicios en el hockey
A los 7 años, sus padres le incentivan participar en patinaje artístico. Sin embargo, al ver un partido de hockey mientras esperaba la prueben se interesó en el juego, quedándose a jugar hockey, aun cuando solo lo hacía entre varones, pues no existía la rama femenina.
A los 8 años, comienza a practicarlo en la Universidad de Chile con la camiseta # 6.  A los 10 años, ingresa a la U. Católica jugando ya con el número que la acompaña hasta ahora el # 7.

### Selección, Marcianitas y desarrollo en el Hockey
En el 2002-2003, D.T, de la Roja de Hockey, Rodrigo Quintanilla comienza a preparar una selección de Hockey Chile,  joven, a la cual es convocada Pancha (Francisca Puertas).
En el 2004, participa junto a las demás seleccionadas del VII Mundial de hockey femenino, en  WUppertal, Alemania, ocupando el 10° lugar. Además de participar en el Sudamericano de Viña del Mar, en el mes de octubre del mismo año, donde junto con sus compañeras, resultan Vicecampeonas.
El 15 de septiembre de 2005, es fichada por el Club Pati Vilanova Ull Blau de Cataluña, España, en el cual juega durante un año. El hecho de estar en Europa, no impide que siga preparándose con la selección, participando en, el Panamericano del 2005 en Mar del Plata, ocupando el  2° lugar. También en la Copa Blanes, Campeonato San Juan, ambos realizados durante el 2005

### Campeonatos mundiales
En el año 2006, Chile es sede del VIII Mundial femenino. Donde las seleccionadas de la Selección de Hockey participan. Pancha Puertas, realiza una actuación magistral, marcando el gol del empate ante España, en donde Chile se corona campeón mundial de hockey femenino. En el mismo torneo, Pancha es elegida Reina del mundial por la prensa acreditada.
En el 2007, participa en la Copa América, celebrada en Chile, desde 17 al 21 de mayo, el entrenador es, Rubén Leni, donde chile nuevamente se transforma en campeón. Francisca es elegida la mejor jugadora del Campeonato, y la máxima anotadora con 10 goles. Durante el mismo año, ingresa a estudiar Kinesiología, pero al año siguiente cambia de carrera a Ed. Física (actualmente 4° año). Continúa entrenando y de regreso en su equipo, la U. Católica, participa en los torneos locales y a su vez pasa a formar nuevas deportistas en las divisiones menores.
Participa del IX Mundial Femenino, en Hongo Japón, en el año 2008 donde junto con la selección obtienen el 6° lugar. Pancha, es la capitana de la selección y además queda en el puesto 15 entre las goleadoras del torneo, con 5 tantos.

### Reality
En octubre del 2009, le ofrecen ingresar al Reality televisivo Pelotón VIP 2. Entre fines de noviembre y comienzos de diciembre ingresa a Pelotón, como una de las mujeres más fuertes del grupo, y da comienzo a la historia de la Recluta Francisca Puertas.
A principios del año 2010, es la Final de Pelotón el 27 de marzo. Pancha es la 4.ª finalista elegida por el público, con un 78.70% de votación. Queda en tercer lugar de la competencia.

### Regreso al hockey
Después de su paso por el reality, retoma su vida normal y los juegos tanto en la U. Católica como en la selección. Participa durante el 2010, en diferentes Torneos y copas: Copa Bicentenario, en  San Juan, Argentina desde el 15 al 17 de abril. Copa Bicentenario VTR, desde el 20 al 22 de mayo. PATINATON, por fondos para la selección. Golden Cup Blanes, desde el 17 al 20 de junio (campeonas) Copa América, Vic en Barcelona, España desde el 21 al 27 de junio (tercer lugar). Torneo de Reus, en Reus, el 17 de junio. Tercer Torneo Igualada, en Igualada, España desde 18 al 19 de septiembre (tercer lugar)
Además durante septiembre de 2010 se realiza el X Mundial femenino de Hockey en Alcobendas, España, mes de septiembre, donde obtienen el 9° lugar.
Después del mundial se realizan diferentes torneos como la Copa Amistad Tomas Bata, Peñaflor. El Campeonato Aldo Llera, en diciembre. También participó en los Torneos Apertura y Clausura locales, ubicándose en el 2° lugar en ambos casos.
En enero de 2011, se realiza la Copa VTR, Nacionales Adulto femenino.
Con su equipo de la rama femenina del Hockey, la Universidad Católica, queda en segundo lugar del campeonato local. En el año 2019 se retira de la selección y sigue solamente como entrenadora del equipo de la universidad católica.

## Palmarés

### Palmarés internacional
| Título                                  | Club               | País  | Año  |
| --------------------------------------- | ------------------ | ----- | ---- |
| Mundial de Hockey Patines               | Selección de Chile | Chile | 2006 |
| Copa América de Hockey Patines          | Selección de Chile | Chile | 2007 |
| Panamericano de Hockey Patines          | Selección de Chile | Chile | 2011 |
| Plata en Copa América de Hockey Patines | Selección de Chile | Chile | 2011 |